# Lady D’Arbanville
Lady D’Arbanville ist ein Lied, das von Cat Stevens geschrieben und im April 1970 veröffentlicht wurde. Es erschien auf seinem kurz darauf veröffentlichten dritten Album Mona Bone Jakon.
Cat Stevens schrieb Lady D’Arbanville über seine ehemalige Freundin Patti D’Arbanville, die er metaphorisch als tot beschrieb. Das Lied erreichte Platz 8 der britischen Popmusik-Charts.

## Hintergrund

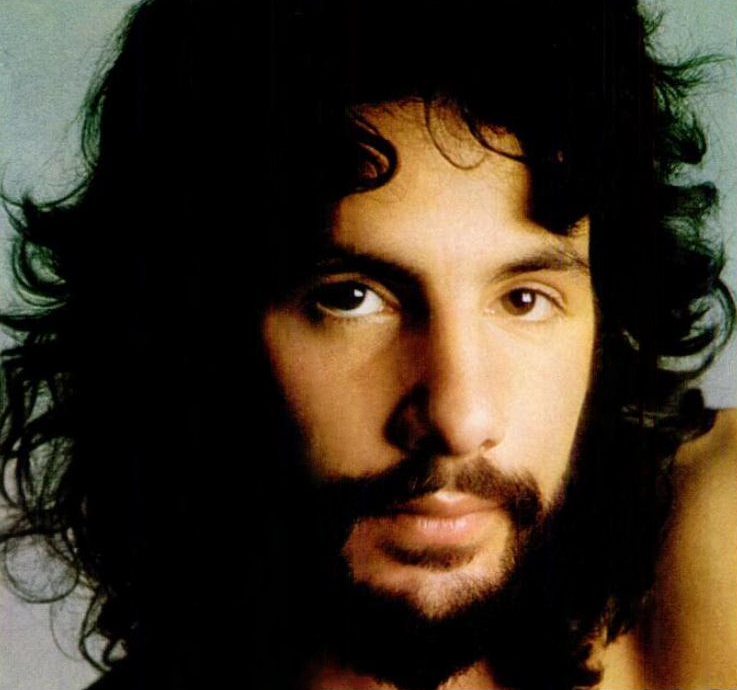
Cat Stevens (1972)

Lady D’Arbanville war die erste Singleauskopplung aus dem Album Mona Bone Jakon, das mehr auf Folk-Rock ausgerichtet war als die beiden vorherigen Alben.
Kurz vor der Fertigstellung seines zweiten Albums erkrankte 1967 Cat Stevens an Tuberkulose und musste ein Jahr lang im Krankenhaus verbringen; in dieser Zeit schrieb er mehr als 40 Lieder. Wieder genesen schloss er einen Vertrag mit dem Musikverlag Deram und entschied sich für Paul Samwell-Smith von Island Records als Produzenten, der seine Neigung zu Folk-Rock unterstützte.
1968 lernte er die 17-jährige Patti D’Arbanville kennen. Sie hatten eine Liebesbeziehung, aber wegen ihrer Modelkarriere reiste sie oft nach Paris und New York City. Nach einem Jahr war Stevens bereit für eine ernsthaftere Beziehung – anders als seine ehrgeizige Freundin.
In New York hörte sie sein Lied im Rundfunk. Sie sagte dazu:

„Ich muss einfach eine Zeit lang allein sein, um das zu tun, was ich tun will. Es ist gut, manchmal allein zu sein. Sehen Sie, Steven [Stevens’ Vorname] schrieb diesen Song, als ich nach New York ging. Ich war für einen Monat weg, das war nicht das Ende der Welt, oder? Aber er schrieb diesen ganzen Song über ‚Lady D’Arbanville, warum schläfst du so ruhig‘. Darin geht es um meinen Tod. Als ich in New York war, war es für ihn, als läge ich in einem Sarg... er schrieb es, weil er mich vermisste, weil er niedergeschlagen war... Es ist ein trauriges Lied.“

Sie ergänzte: „Ich habe geweint, als ich es hörte, denn da wusste ich, dass es für immer vorbei war.“
Cat Stevens sagte später über den Song, dass „der Name selbst faszinierend war“ und dass „es einer der einzigartigen Songs war, der herausstach, auch textlich“.

## Besetzung
- Cat Stevens – Gesang, Gitarre, Keyboards
- Alun Davies – Gitarre, Hintergrundgesang
- John Ryan – Kontrabass
- Harvey Burns – Percussion